# Gulden gdański
Gulden gdański – waluta używana na terenie Wolnego Miasta Gdańska zarówno w okresie napoleońskim, jak i międzywojniu od 1923 do 1939 roku.

## Historia
Lata 1807-1814

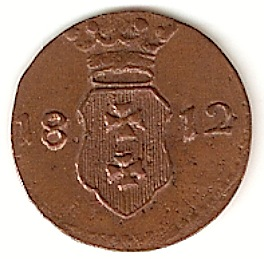
1 szeląg gdański z 1812, 1/90 guldena gdańskiego

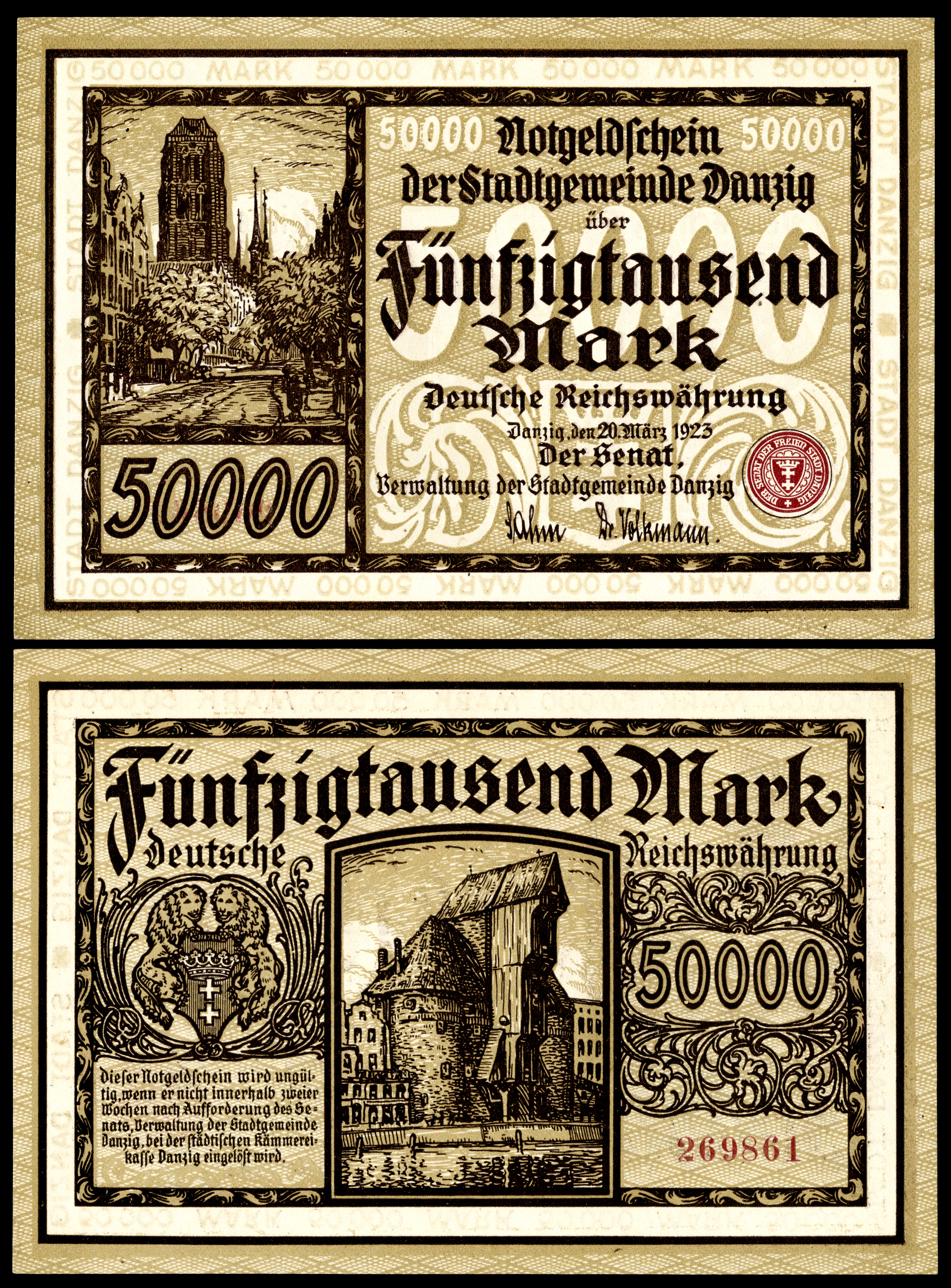
50 tysięcy marek wyemitowanych przez Gdańsk, 20 marca 1923

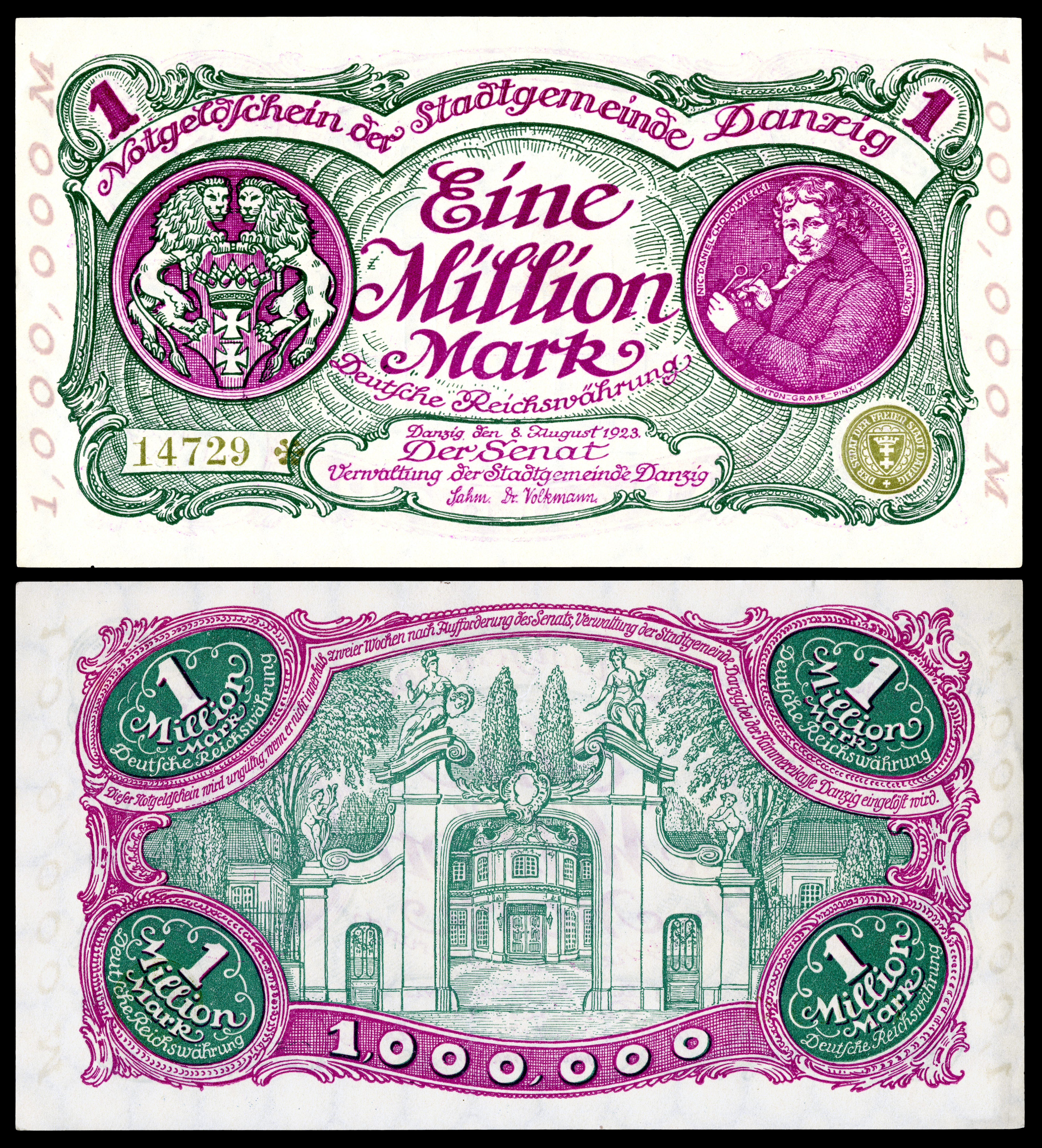
1 milion marek z wizerunkiem Daniela Chodowieckiego emitowanych jako pieniądz zastępczy przez gminę w Gdańsku, 8 sierpnia 1923

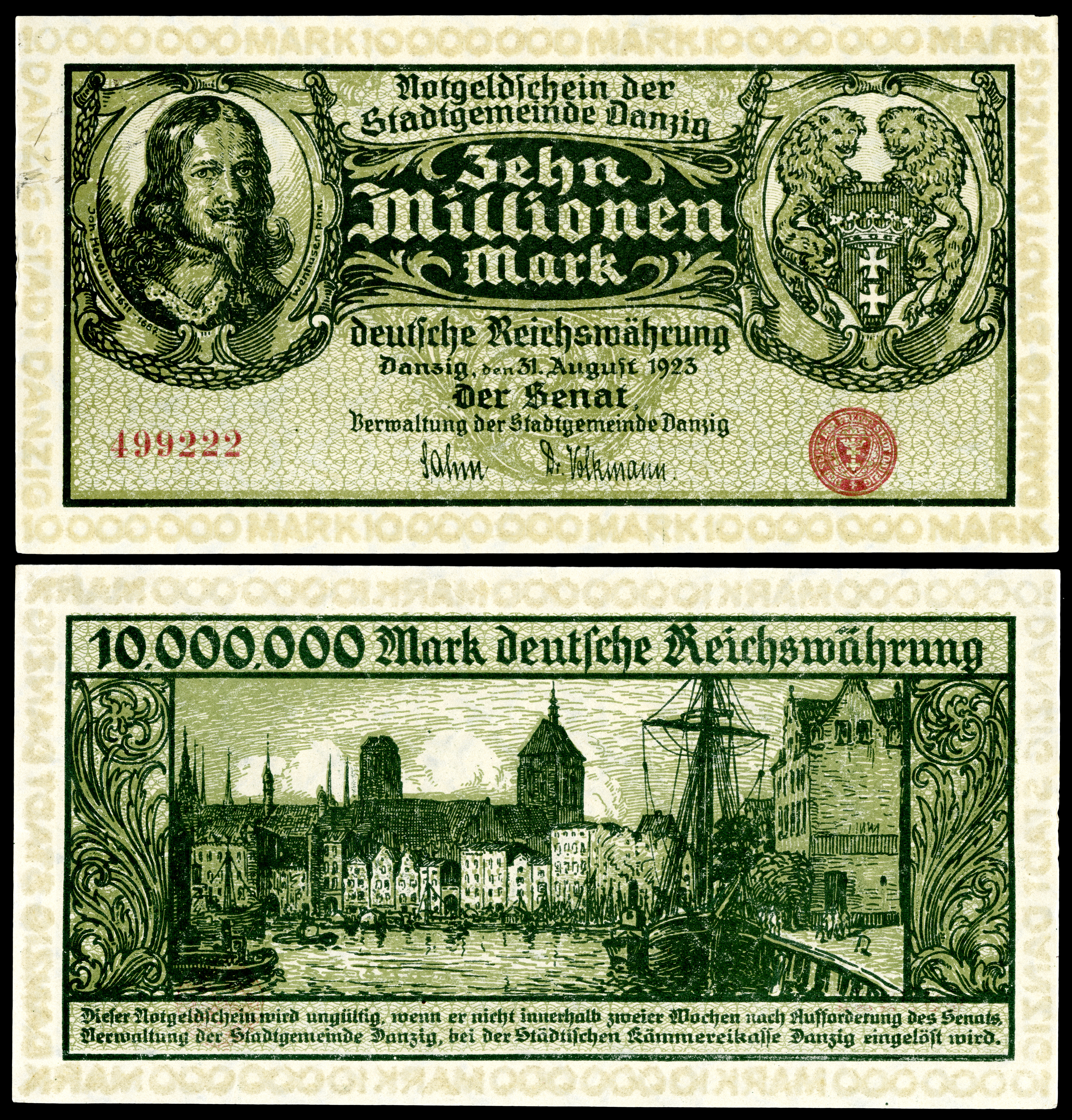
10 milionów marek z 31 sierpnia 1923

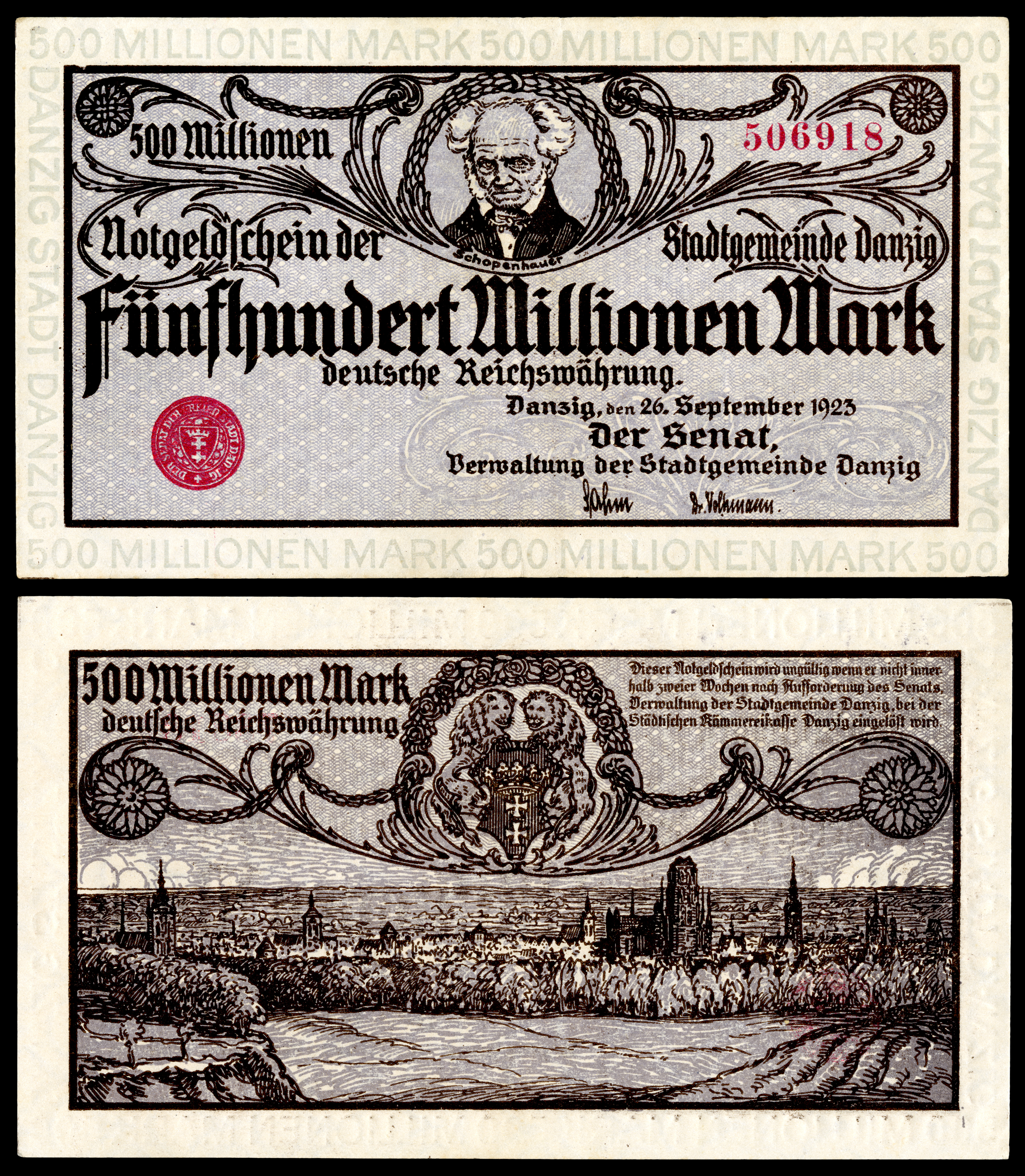
500 milionów marek z 26 września 1923

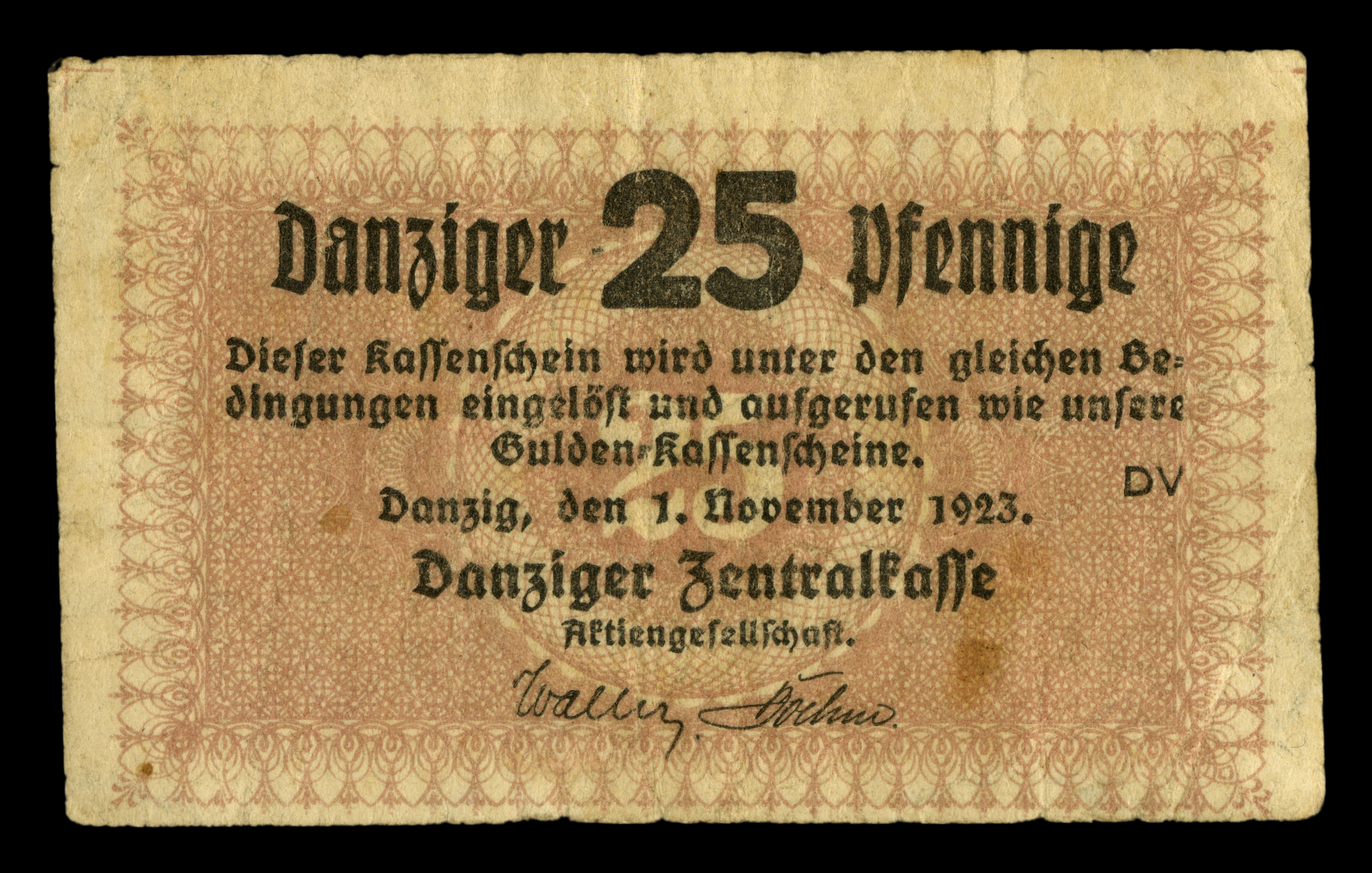
25 fenigów gdańskich emisji Gdańskiej Kasy Centralnej z 1 listopada 1923

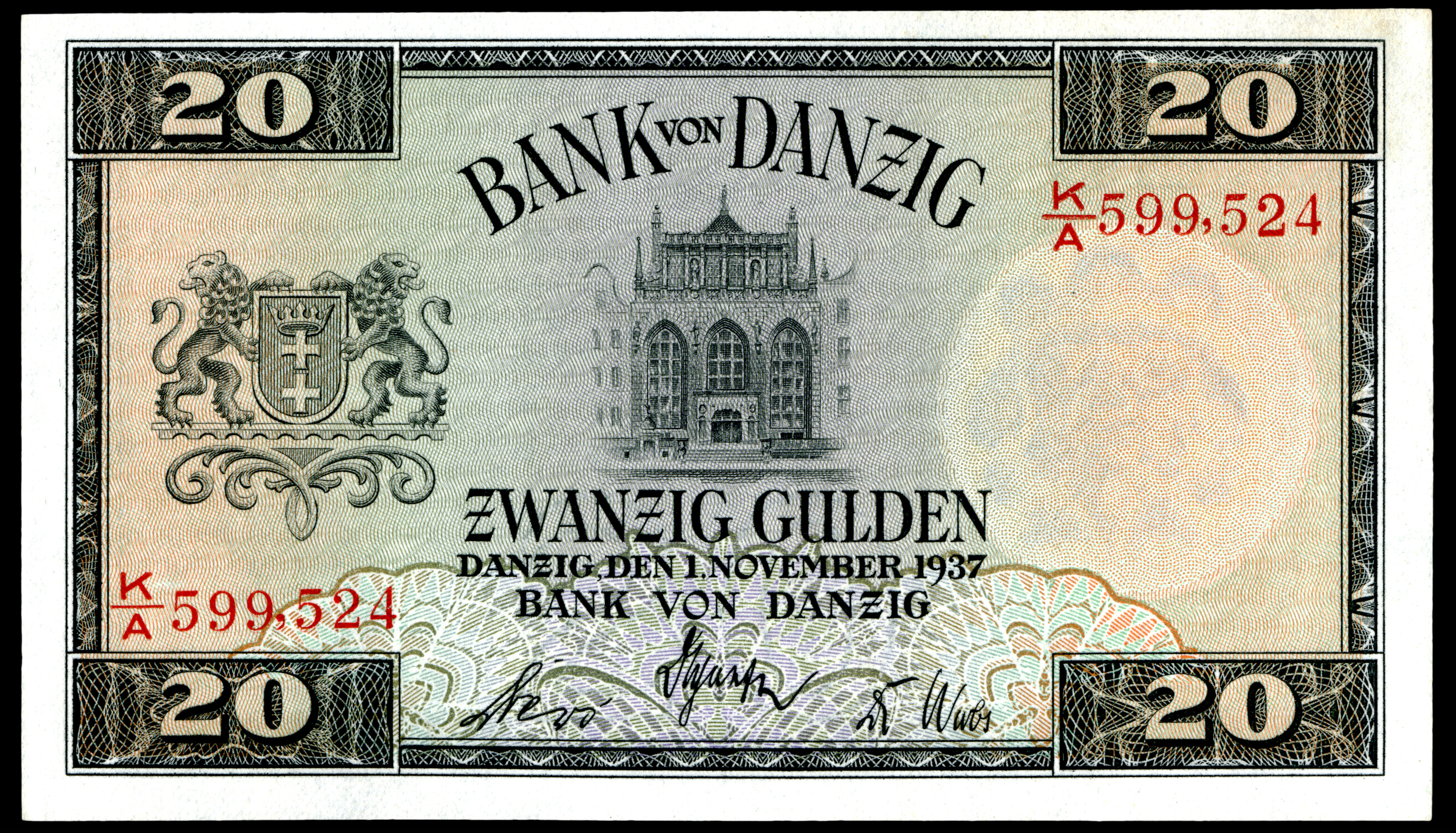
20 guldenów gdańskich emisji Banku Gdańskiego z 1937

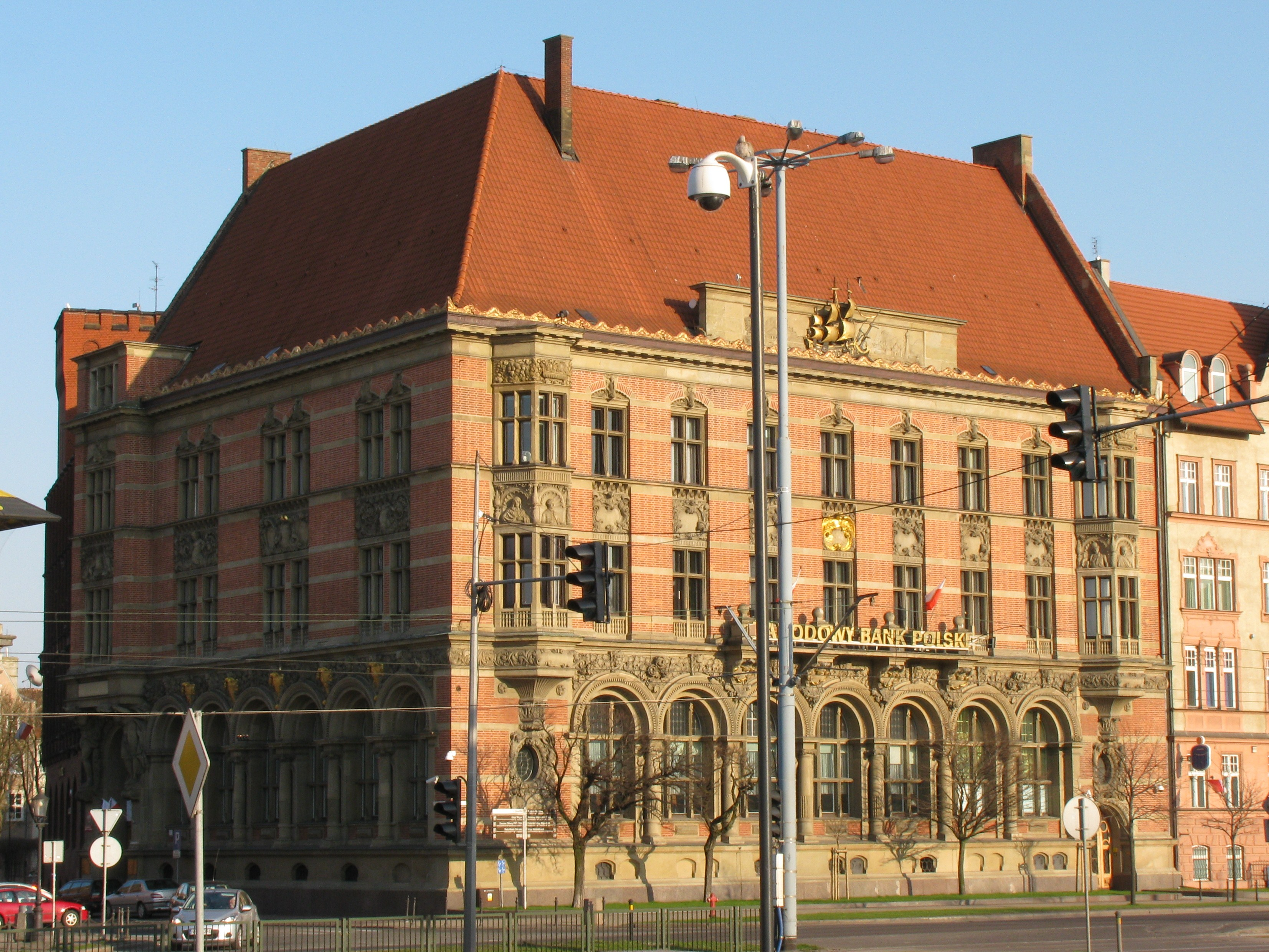
Gmach byłego Banku Gdańskiego w Gdańsku, 2010. Obecnie, lokalna siedziba NBP

Po raz pierwszy Wolne Miasto Gdańsk zostało utworzone na mocy traktatu tylżyckiego w 1807 r. Rok później Gdańsk uruchomił mennicę wybijającą drobną monetę, której brak dawał się mocno we znaki w tym handlowym mieście. Mennica wybijała szelągi, grosze i próbne szóstaki, będące piątą częścią guldena gdańskiego. Do obiegu wprowadzono jedynie 2 monety miedziane: 1 szeląg (1808, 1812) oraz 1 grosz (1809, 1812). Wybito także próbne szóstaki srebrne (1/5 guldena gdańskiego) z niemieckim napisem: 5 Einer Danziger Gulden (1/5 guldena gdańskiego). Gulden gdański liczył 30 groszy i był równy 1 złotemu polskiemu. Na czele mennicy gdańskiej stanął Johann Ludwig Meyer, od którego nazwiska mennica gdańska wzięła swój symbol, literę M pojawiającą się na gdańskich monetach z tamtych czasów. Klęska napoleońskiej Francji, od której Wolne Miasto Gdańsk było uzależnione, spowodowała zamknięcie mennicy w Gdańsku w 1813 r., a następnie likwidację Wolnego Miasta w 1814 r.
Lata 1920-1945

Po raz drugi Wolne Miasto Gdańsk zostało utworzone na mocy postanowień traktatu wersalskiego i powołane do życia w dniu 15 listopada 1920 r. Polska uzyskała szereg uprawnień na terenie Wolnego Miasta, ale sprawy walutowe pozostawiono w rękach Senatu Gdańskiego. W tym czasie na terenie Gdańska w obiegu pozostawała marka niemiecka, a obok niej podczas I wojny światowej z powodu braku pieniądza zdawkowego, pojawił się pieniądz w walucie markowej o cechach lokalnych, niebędący jednak oficjalnym środkiem płatniczym emitowanym w imieniu Wolnego Miasta, a jedynie pieniądzem zastępczym emitowanym w różnej formie przez banki, przedsiębiorstwa prywatne, zarząd miasta Gdańska i inne instytucje. Hiperinflacja lat 20. XX w. i gwałtowna deprecjacja marki niemieckiej w latach 1922-23 zmusiły Senat Wolnego Miasta Gdańska, który dotąd uporczywie trzymał się marki niemieckiej, do ustanowienia własnej waluty i wycofania marki z obiegu. W listopadzie 1923 r. został powołany do życia Bank Gdański (Bank von Danzig), który stał się emitentem nowej waluty, guldena gdańskiego równego 100 fenigom gdańskim.
Gulden gdański został wprowadzony decyzją Senatu Wolnego Miasta Gdańska z 20 października 1923 r. oraz przez wydanie nowej ordynacji menniczej w dniu 20 listopada 1923. 31 grudnia 1923 r. ustalono kurs wymiany na 750 miliardów inflacyjnych marek niemieckich za 1 guldena gdańskiego. Z początkiem 1924 r. wycofano z obiegu markę niemiecką i zastępczy pieniądz lokalny, a gulden stał się jedynym środkiem płatniczym w Gdańsku. Gulden gdański był emitowany przejściowo przez spółkę akcyjną powołaną 19 października 1923 r. przez banki gdańskie, tzw. Gdańską Kasę Centralną (Danziger Zentralkasse AG). Gdańska Kasa Centralna emitowała pieniądz papierowy z datą 22 października 1923 (następna emisja nosiła datę 1 listopada 1923) o następujących nominałach:
- 1 fenig gdański
- 2 fenigi gdańskie
- 5 fenigów gdańskich
- 10 fenigów gdańskich
- 25 fenigów gdańskich
- 50 fenigów gdańskich (½ guldena)
- 1 gulden gdański
- 2 guldeny gdańskie
- 5 guldenów gdańskich
- 10 guldenów gdańskich (tylko z datą 22 X 1923)
- 25 guldenów gdańskich (tylko z datą 22 X 1923)
- 50 guldenów gdańskich (tylko z datą 1 XI 1923)
- 100 guldenów gdańskich (tylko z datą 1 XI 1923).

Emisja Gdańskiej Kasy Centralnej była pierwszą emisją środków płatniczych przeznaczonych dla całego państwa. Ta emisja miała służyć jako środek płatniczy do momentu wybicia pierwszych monet guldenowych i wydrukowania pierwszych banknotów. Z chwilą powołania Banku Gdańskiego i wyemitowania przezeń banknotów w walucie guldenowej, Gdańska Kasa Centralna została rozwiązana 31 marca 1924 r., a emitowane przez nią banknoty guldenowe zastąpione emisją nowych banknotów Banku Gdańskiego. Bank Gdański wyemitował następujące banknoty:
- 10 guldenów gdańskich 10 lutego 1924, 1 lipca 1930 z wizerunkiem Dworu Artusa w Gdańsku (wycofany z obiegu w 1932)
- 20 guldenów gdańskich 2 stycznia 1932 z wizerunkiem Wieży Więziennej w Gdańsku
- 20 guldenów gdańskich 1 listopada 1937 z wizerunkiem Dworu Artusa w Gdańsku
- 25 guldenów gdańskich 10 lutego 1924, 1 października 1928, 2 stycznia 1931 z wizerunkiem kościoła Mariackiego w Gdańsku (wycofany z obiegu w 1933)
- 50 guldenów gdańskich 5 lutego 1937 z wizerunkiem domu podcieniowego w Koszwałach typowego dla dawnej zabudowy Żuław
- 100 guldenów gdańskich 10 lutego 1924, 1 sierpnia 1931 z wizerunkiem portu gdańskiego i żurawia portowego
- 500 guldenów gdańskich 10 lutego 1924 z wizerunkiem Wielkiej Zbrojowni w Gdańsku
- 1000 guldenów gdańskich 10 lutego 1924 z wizerunkiem Ratusza Głównego Miasta w Gdańsku.

Do obiegu wprowadzono również monety z brązu, mosiądzu, niklu, srebra i złota, według założeń gdańskiej ordynacji menniczej. Wartość guldena gdańskiego ustalono na 1/25 funta angielskiego. Monety złote zostały wybite w łącznym nakładzie 5000 sztuk (2 rodzaje monety 25-guldenowej z 1923 i 1930 r.) i były trzymane w sejfach Banku Gdańskiego jako część podkładu złota dla emisji banknotów, a jedynie nieliczne egzemplarze zostały rozdane zasłużonym urzędnikom państwowym i dostały się w ręce kolekcjonerów. W praktyce nie występowały one w obiegu. Dodać należy, że emisja z 1930 r. (4000 szt.) nigdy nie trafiła do Gdańska i była trzymana w Berlinie jako depozyt Gdańska w Banku Rzeszy. Monety 25-guldenowe zostały oficjalnie wycofane z teoretycznego obiegu w 1935 r. Projektantami monet gdańskich byli: Friedrich Fischer (1, 2, 5, 10 fenigów oraz ½ guldena i 1, 2, 5 guldenów pierwszej emisji z 1923 r.) i Erik Volmar (monety emisji z 1932 r. i lat późniejszych: 5 i 10 fenigów oraz ½, 1, 2, 5 i 10 guldenów). Monety srebrne były wybijane w mennicy w Utrechcie w Holandii stemplami przygotowanymi w Berlinie. Pozostałe monety wybijano w mennicy w Berlinie.
Dewaluacja funta szterlinga w 1931 r. spowodowała sporą podwyżkę cen złota, co wpłynęło na zmianę gdańskiej ordynacji menniczej z 1923 r. Druga ordynacja mennicza z grudnia 1931 r. i lipca 1932 r. ustaliła, że 1 gulden gdański będzie odpowiadał 0,292895 g czystego złota. Zmniejszono również średnicę i ciężar monet srebrnych. Trzecia ordynacja mennicza z 1935 zmniejszyła wartość guldena do 0,1687923 g czystego złota. W związku z tym wycofano z obiegu monety srebrne i zastąpiono je niklowymi. Wycofano także z teoretycznego obiegu złote 25 guldenówki. Na obrzeżach monet guldenowych, a także na samej 10 guldenówce z 1935 r., była wybita stara dewiza mieszczaństwa gdańskiego: Nec temere, nec timide (Ani zuchwale, ani tchórzliwie). Gulden gdański obowiązywał do 30 września 1939, czyli przez miesiąc po włączeniu Gdańska do III Rzeszy. We wrześniu 1939 r. wartość guldena ustalono na 70 fenigów niemieckich i po tym kursie wymieniano go na marki niemieckie. Jednak nie wszystkie monety zostały wycofane z obiegu we wrześniu 1939 r. Monety 1, 2, 5 i 10 fenigów były w obiegu do końca II wojny światowej, a monety ½ i 1 gulden zostały wycofane dopiero 25 czerwca 1940.
| Nominał                                               | Rok wydania                  | Materiał        | Waga   | Nakład     | Wizerunek |
| ----------------------------------------------------- | ---------------------------- | --------------- | ------ | ---------- | --------- |
| 1 fenig                                               | 1923, 1926, 1929, 1930, 1937 | brąz            | 1,67 g | 11 500 000 |           |
| 2 fenigi                                              | 1923, 1926, 1937             | brąz            | 2,5 g  | 3 250 000  |           |
| 5 fenigów                                             | 1923, 1928                   | miedzionikiel   | 2,0 g  | 4 000 000  |           |
| 5 fenigów (flądra)                                    | 1932                         | mosiądz         | 3,5 g  | 4 000 000  |           |
| 10 fenigów                                            | 1923                         | miedzionikiel   | 4,0 g  | 5 000 000  |           |
| 10 fenigów (dorsz)                                    | 1932                         | brąz aluminiowy | 3,5 g  | 5 000 000  |           |
| ½ guldena (koga)                                      | 1923, 1927                   | srebro 750      | 2,5 g  | 1 400 000  |           |
| ½ guldena                                             | 1932                         | nikiel          | 3,0 g  | 1 400 000  |           |
| 1 gulden (koga)                                       | 1923                         | srebro 750      | 5,0 g  | 1 250 000  |           |
| 1 gulden                                              | 1932                         | nikiel          | 5,0 g  | 2 500 000  |           |
| 2 guldeny (koga)                                      | 1923                         | srebro 750      | 9,8 g  | 1 250 000  |           |
| 2 guldeny                                             | 1932                         | srebro 500      | 9,9 g  | 1 250 000  |           |
| 5 guldenów (kościół Mariacki w Gdańsku)               | 1923, 1927                   | srebro 750      | 24,9 g | 860 500    |           |
| 5 guldenów (kościół Mariacki w Gdańsku, nowy projekt) | 1932                         | srebro 500      | 15,0 g | 430 000    |           |
| 5 guldenów (żuraw portowy w Gdańsku)                  | 1932                         | srebro 500      | 15,0 g | 430 000    |           |
| 5 guldenów (koga)                                     | 1935                         | nikiel          | 11,0 g | 800 000    |           |
| 10 guldenów (Ratusz Głównego Miasta w Gdańsku)        | 1935                         | nikiel          | 17,0 g | 380 000    |           |